# Black Treacle
«Black Treacle» — песня британской инди-рок-группы Arctic Monkeys, выпущенная четвёртым синглом из их четвёртого студийного альбома Suck It and See. Релиз сингла состоялся 23 января 2012 года ограниченным изданием в 1 500 копий на 7" виниле, а также с помощью цифровой дистрибуции.
Би-сайдом сингла стала песня «You and I», авторство которой приписывается Ричарду Хоули и The Death Ramps. The Death Ramps — псевдоним группы, использовавшийся ранее к авторству песни «Little Illusion Machine (Wirral Riddler)» и к би-сайдам сингла «Teddy Picker».
Музыкальные клипы к синглу и к би-сайду были представлены на YouTube 6 и 23 января 2012 года соответственно.

## Список композиций
| №  | Название        | Текст песни          | Длительность |
| -- | --------------- | -------------------- | ------------ |
| 1. | «Black Treacle» | Алекс Тёрнер         | 3:35         |
| 2. | «You and I»     | Тёрнер, Ричард Хоули | 3:26         |

## Чарты
| Чарт                              | Позиция |
| --------------------------------- | ------- |
| Великобритания (UK Singles Chart) | 173     |
| Великобритания (UK Indie Chart)   | 21      |
| Бельгия/Фландрия (Ultratop 50)    | 25      |
| Бельгия/Валлония (Ultratop 50)    | 38      |